# Alta Luce
L'Alta Luce (in titsch è ufficialmente Hòchliecht - 3.184 m s.l.m.) è una montagna del Massiccio del Monte Rosa collocata nell'alta valle del Lys, in Italia.

## Toponimo
Il nome originale in titsch, italianizzato in Alta Luce, è presente in letteratura anche nella forma in tedesco standard Hochlicht.

## Caratteristiche

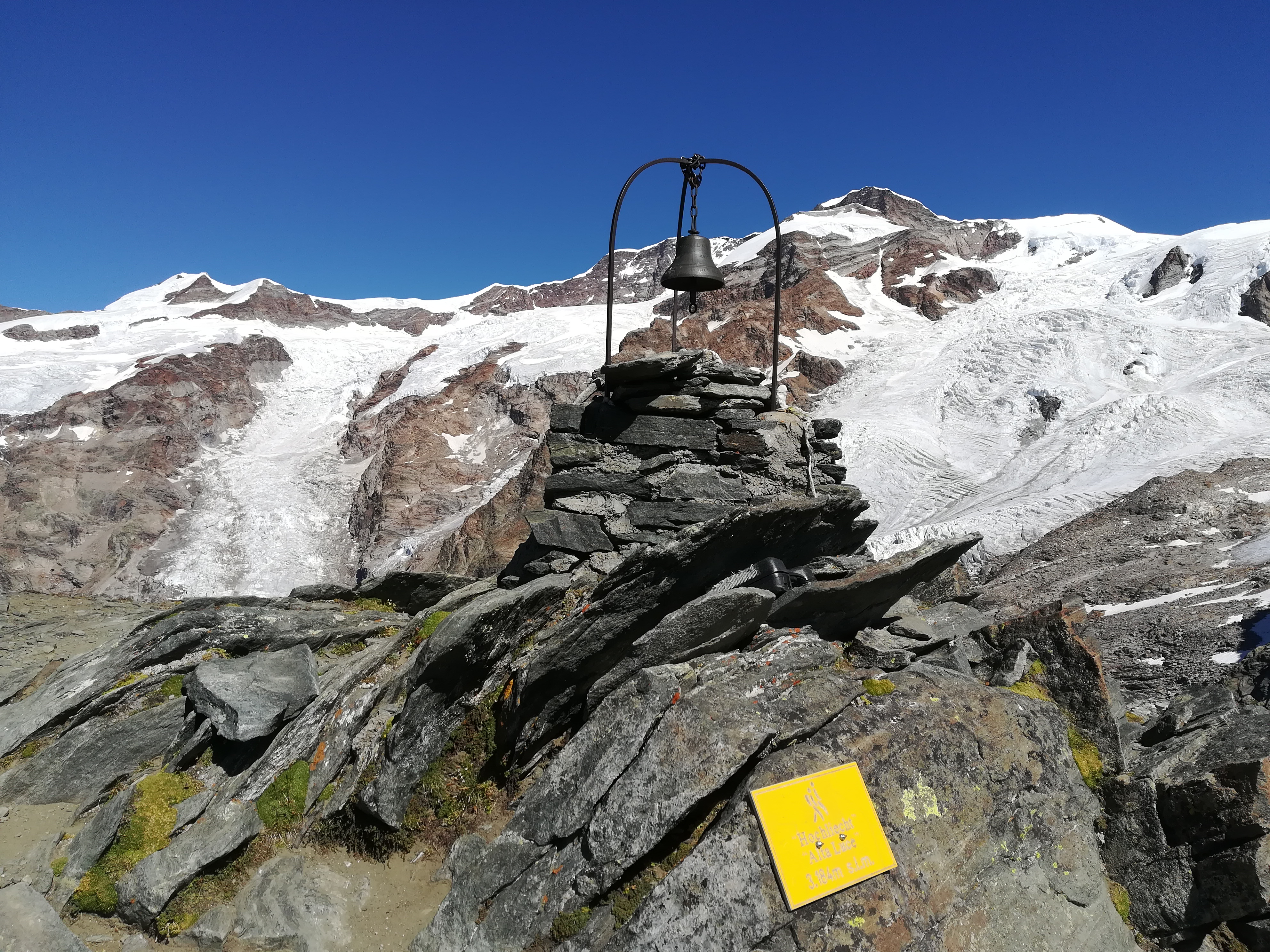
La campana collocata presso la vetta e sullo sfondo alcune vette del massiccio del monte Rosa.

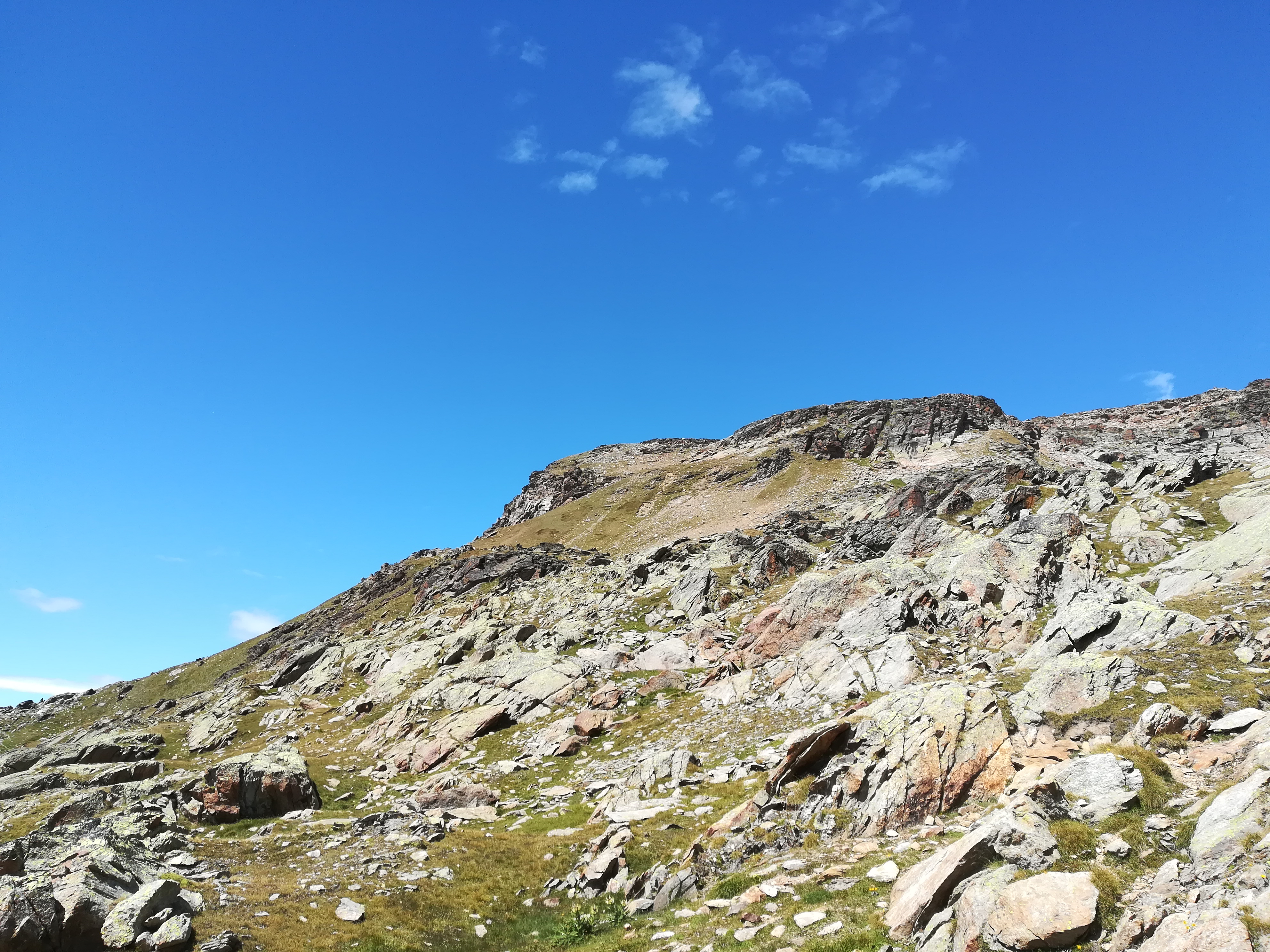
La vetta della montagna vista dal sentiero che sale al rifugio Città di Mantova.

La vetta è collocata su un costolone che divide in due l'alta valle e che separa la discesa del ghiacciaio del Lys da quella del ghiacciaio di Indren.
Per la sua posizione dalla vetta si ha un'ottima visione su alcune delle principali vette del monte Rosa e sui ghiacciai che scendono dalle medesime. Nei pressi della vetta è collocata una piccola campana.

## Salita alla vetta
Per salire sulla vetta occorre partire da Stafal, frazione di Gressoney-La-Trinité. Da Stafal si costeggia il torrente Lys seguendo il segnavia n. 7 che porta verso le sorgenti del Lys. Più avanti si abbandona il segnavia n. 7 e si segue il n. 7c che sale fino a raggiungere il colle di Salza (2.882 m). Dal colle, seguendo sempre il sentiero si risale la spalla sud-est della montagna e si perviene alla vetta.
In alternativa sempre da Stafal si può utilizzare l'ovovia Stafal-lago Gabiet. Poi si segue il sentiero con il segnavia 6a che conduce al Rifugio città di Mantova. Arrivati sotto il colle di Salza lo si raggiunge e poi si prosegue secondo l'itinerario precedente.